# Micrófono estéreo
Los microfónos estéreo están formados por dos micrófonos bajo una única carcasa. La peculiaridad de estos microfónos, es que una cápsula es capaz de girar con respecto a la otra, de modo que el ángulo que forman ambas cápsulas es ajustable.
Algunos micrófonos estéreo, además, permiten la direccionalidad variable de cada una de las cápsulas de forma independiente, con lo que las posibilidades que se abren son infinitas.
La mayoría de microfónos estéreo hacen una toma de sonido conocida como Técnica MS (Midle and side, en español Central y Lateral).
Otra forma de construir un microfóno estéreo es utilizar cuatro cápsulas subcardioides (respuesta polar a medio camino entre la omnidireccional y la cardioide) colocadas en forma de teatraedro. Esto es lo que se  conoce como Soundfield Research. La direccionalidad de cada cápsula (determinada según los parámetros conocidos como W, X, Y y Z) puede ajustarse, al igual que los ángulos que forman entre ellas.